# Gornji Milanovac

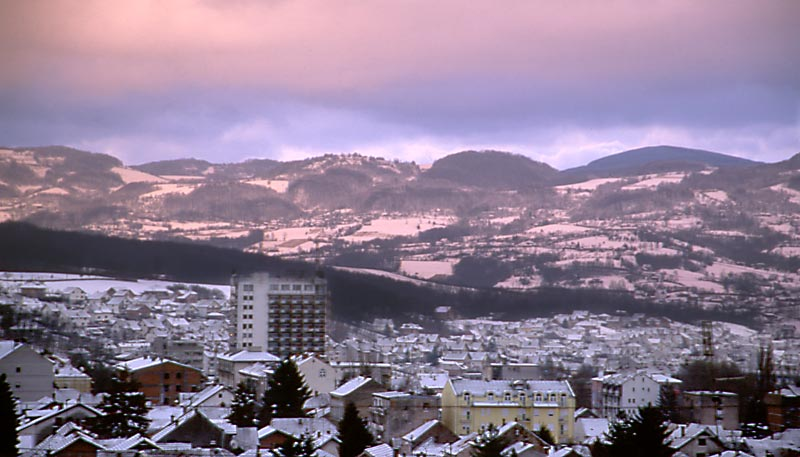
Pohled na město

Gornji Milanovac (v srbské cyrilici Горњи Милановац) je město v západní části centrálního Srbska. Patří k menším městům; v roce 2011 měl 24 216 obyvatel. Administrativně je součástí Moravického okruhu. Nachází se v údolí říčky Despotovica. Jako řada měst v centrálním Srbsku (např. i Valjevo) má střed uspořádaný do podoby pravoúhlé uliční sítě.
Současný název města pochází od srbského knížete Milana Obrenoviće. Do roku 1895 se tehdejší malá obec jmenovala Despotovica, podle místní řeky.

## Historie
Gornji Milanovac se rozvíjel jako malé sídlo; jeho počet obyvatel se v 19. století pohyboval kolem několika stovek. Město bylo jedním z prvních v Srbsku, které získalo v 19. století moderní urbanistický plán s ulicemi svírajícími v centru pravý úhel (podobně jako například ve Valjevu). Bylo tomu díky pomoci rakouských inženýrů. Na přelomu 19. a 20. století zaznamenalo město značný rozvoj; byla otevřena nemocnice, škola, tiskárna (otevřena v roce 1890), bylo napojeno na železniční síť. V roce 1857 získalo město první knihovnu.
Během první světové války sem byla budována úzkorozchodná železnice. Postaveno bylo i první kino a elektrárna, nicméně v meziválečném období se místní ekonomický rozmach vyčerpal. Ještě v roce 1937 zde byla ale otevřena továrna na bonbóny.
Gornji Milanovac byl v roce 1941 osvobozen v rámci společné akce partyzánů a četniků během vytváření Užické republiky. V 60. a 70. letech 20. století vzniklo ve městě spoustu průmyslových podniků (Metalac, který vyrábí bojlery, dále Rudnik, FAD, Tipoplastika) a počet obyvatel se tak zvýšil z několika tisíc na celkem dvacet čtyři tisíc. V 80. letech byly dvě okolní vesnice připojeny (Prajani a Rudnik) k městu.
Po roce 1991 a v závěru 90. let byla většina místních podniků privatizována, nedošlo však k tak závažné míře bankrotů a ekonomické destrukce jako jinde v zemi.
Na počátku 21. století byla západně od města otevřena dálnice A2, která spojuje Čačak s Bělehradem.

## Obyvatelstvo
Podle sčítání lidu z roku 2011 zde žilo 24 216 obyvatel, kteří byli většinou srbské národnosti.

## Ekonomika
V jižní části města leží podél říčky Despotovica rozlehlá průmyslová zóna. Sídlí zde společnost Metalac, která se věnovala výrobě kovodělných výrobků již od 50. let 20. století. Kromě toho zde stojí závody na výrobu různých obalů a dále na barvy a laky.

## Kultura
Ve městě se nachází regionální muzeum, městská knihovna, která je pojmenována podle bratrů Nastasijevićových a v jejím areálu také galerie. Mezi kulturní památky velkého významu dle srbských zákonů patří: kostel svaté trojice dále budova Okružního velitelství, dům lidového hrdiny Dragana Jevtiće a dům rodiny Đorđevićových. Kromě toho ve městě stojí více kulturních památek nižšího významu.

## Doprava
Kromě již zmíněné dálnice, která obchází město v značné vzdálenosti, prochází Gornjim Milanovcem i silnice č. 22 (též Ibarská magistrála). Železniční spojení se zbytkem Srbska G. Milanovac dnes nemá.

## Školství
V G. Milanovaci stojí čtyři školy základní a tři školy střední. Nejstarší škola zde byla postavena roku 1879.